# Serwer kasetowy

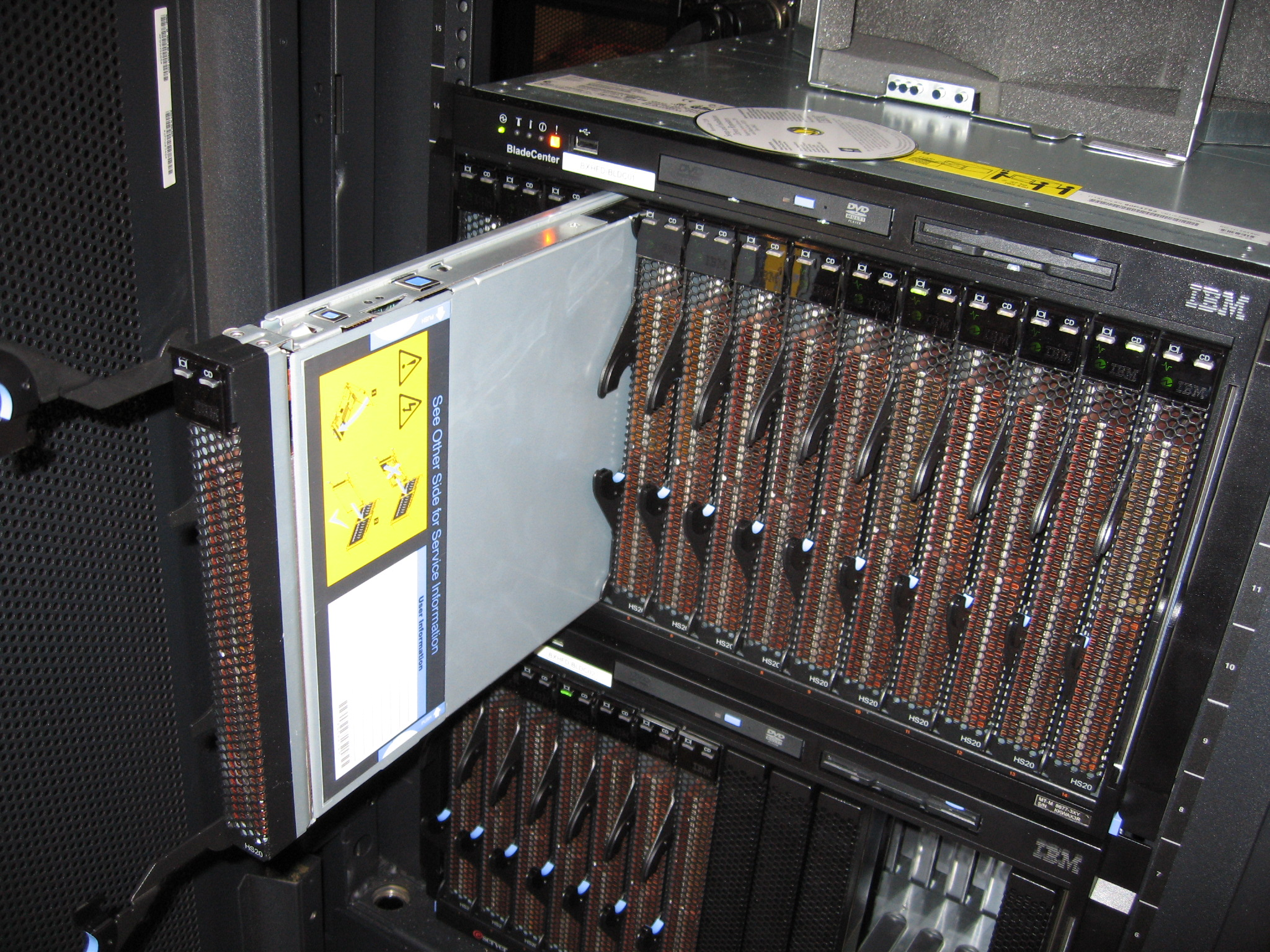

Serwer kasetowy (ang.) blade server – rozwiązanie sprzętowo-programowe polegające na umieszczeniu wielu serwerów w jednej obudowie, w celu zmniejszenia wykorzystywania prądu oraz zajmowanej przestrzeni. W przeciwieństwie do standardowych pojedynczych serwerów, wyposażonych we własny zasilacz i wentylatory oraz posiadających możliwość podłączenia myszy, klawiatury, monitora oraz innych interfejsów komunikacyjnych, w serwerach kasetowych elementy te są wspólne w ramach jednej obudowy typu blade.

## Architektura infrastruktury
Infrastruktura w tym przypadku rozumiana jest jako zbiór elementów (obudowa, zasilacze, wentylatory, moduł(y) zarządzania) tworzących „bazę” do instalacji i funkcjonowania modułów produkcyjnych blade.

### Obudowa
Zasadniczym elementem konstrukcji systemu blade jest obudowa (tzw. chassis), przystosowana do instalacji w przemysłowych szafach stelażowych. Obudowa stanowi konstrukcję nośną oraz elektryczną dla kolejnych modułów blade. Jest podzielona na kilka sekcji. 
Wnęka główna służy do instalacji modułów serwerów blade oraz modułów innego typu, jak np. rozszerzenia pamięci masowych. W spotykanych rozwiązaniach mieści od 7 do 16 modułów blade. 
Kolejna sekcja to wnęka do umieszczenia do 6 modułów zasilaczy. Ponadto z tyłu obudowy znajduje się sekcja wentylatorów, oraz sekcja przeznaczona do instalacji modułów komunikacyjnych (interconnect), a także modułów zarządzania infrastrukturą sprzętową.
Najistotniejszym elementem obudowy jest uniwersalna, aktywna lub pasywna magistrala sygnałowa o sumarycznej przepustowości do 5 terabitów/s. Przykładowym rozwiązaniem jest specjalnie utwardzana i dodatkowo wzmocniona wielowarstwowa płyta z niezależnymi ścieżkami miedzianymi oraz szeregiem gniazd. W ten sposób tworzy się system kilku tysięcy odseparowanych, bezkolizyjnych połączeń przenoszących sygnały pomiędzy modułami blade, instalowanymi w przedniej głównej wnęce, a modułami komunikacji. Do magistrali nie jest przypisany żaden protokół komunikacyjny. O jej funkcjonalności decydują interfejsy urządzeń, które zostały w danej chwili do niej przyłączone. Konstrukcje tego typu systemów projektuje się w taki sposób, aby można było zbudować je bez pojedynczego punktu awarii.
Z reguły wszystkie moduły instalowane w systemach blade posiadają możliwość wymiany „na gorąco” (tzw. "hot-plug").

### Podstawowe moduły infrastruktury

#### Moduł zasilający
Obok obudowy, podstawowe moduły tworzące infrastrukturę blade to: moduły zasilaczy, moduł wentylatorów oraz moduły zarządzania infrastrukturą.
Przykładowe tryby pracy zasilaczy:
- N (zasilanie bez nadmiarowości);
- N+1 (zasilanie z jednym zasilaczem nadmiarowym, zalecane wyłącznie dla celów testowych i rozwojowych);
- N+N (zasilanie ze zdublowanymi zasilaczami, pozwalające na swobodne określanie poziomu niezawodności systemu);

#### Moduł wentylatora
Wentylatory skonstruowane są w postaci odrębnych modułów. Liczbę wentylatorów dobiera się w zależności od ilości zainstalowanych modułów blade.

#### Moduł zarządzający
Typowo każda obudowa wyposażona jest standardowo w jeden moduł zarządzania. Jego ewentualna awaria nie wpływa na pracę serwerów i świadczenie usług przez system. Dla podniesienia niezawodności istnieje możliwość instalacji dodatkowego modułu.

### Moduły blade
Pojęcie modułu blade wykracza znaczeniowo poza serwer o konstrukcji modułowej ponieważ istnieją również moduły pamięci masowej oraz moduły komunikacyjne. W ramach jednej obudowy można umieszczać różne typy modułów blade.

#### Serwery

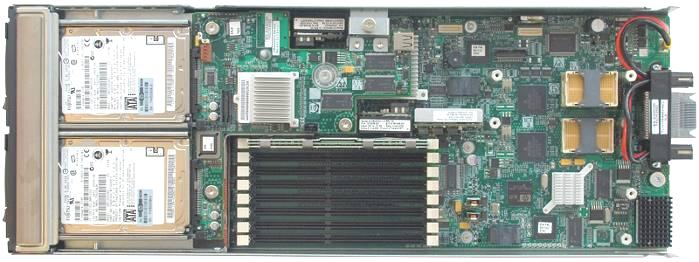

Serwery blade oraz obudowa serwera razem tworzą system blade. Podobnie jak w rozwiązaniu tradycyjnym, to na nim instalowane jest środowisko operacyjne wraz z niezbędnymi aplikacjami. Serwery blade są odmianą konstrukcyjną tradycyjnych serwerów o analogicznej architekturze wewnętrznej. Komunikacja z infrastrukturą blade i pośrednio ze światem zewnętrznym odbywa się poprzez wielopinowe, zintegrowane złącze sygnałowe.
Każdy model serwera blade ma na pokładzie od jednego do trzech gniazd rozszerzeń typu PCI, służące do instalacji kart rozszerzeń LAN, Fibre Channel, InfiniBand.
W zależności od producenta, serwery blade mogą być wyposażone w zintegrowany moduł zarządzania iLO2 (integrated Lights-Out wersja 2) z własnym, niezależnym interfejsem komunikacyjnym LAN, wyprowadzonym na zintegrowane złącze komunikacyjne modułu serwera. Element ten w pierwszej kolejności pełni funkcję serwera zdalnej konsoli modułu blade. 
W niektórych przypadkach serwery nie posiadają takiego modułu i zarządzane są centralnie z modułów zainstalowanych w obudowie blade.
Generalny podział serwerów wynika z typu zastosowanych procesorów: Intel Xeon, AMD Opteron, Intel Itanium. Dzieli się je także ze względu na wielkość obudowy (połówkowa, pełna).

#### Przykłady modułów blade

##### HP ProLiant BL460c
Moduł blade typu serwer bazuje na architekturze dwuprocesorowej, wielordzeniowej. Na froncie modułu możliwa jest instalacja do 2 dysków SAS/SATA hot-plug. Posiada sterownik macierzowy oraz pamięć RAM' o pojemności do 32 GB. Na pokładzie znajdują się 2 zintegrowane, wielofunkcyjne interfejsy Gigabit Ethernet, oraz dwa uniwersalne gniazda PCI Express służące do instalacji kart rozszerzeń LAN, Fibre Channel, InfiniBand.
Serwer ten jest architektonicznym odpowiednikiem klasycznego serwera dwuprocesorowego.

##### BladeCenter HS21
Serwer IBM BladeCenter HS21 z dwu- lub czterordzeniowymi procesorami Intel Xeon przeznaczony jest do rozwiązań opartych na pracy grupowej, dla aplikacji ukierunkowanych na obliczenia, klastrów Linux i Citrix.
- Procesor: dwurdzeniowy Intel Xeon, maks. 5160 3 GHz / 1333 MHz lub czterordzeniowy Intel Xeon, maks. E5355 2,66 GHz / 1333 MHz
- Liczba procesorów maksymalnie: 2
- Pamięć (zakres) 1 GB – 16 GB
- Dysk (zakres) 0 GB – 734 GB

##### BladeCenter LS21
Serwer IBM BladeCenter LS21 z dwurdzeniowymi procesorami AMD Opteron jest platformą dla aplikacji w środowisku HPC.
- Procesor: AMD Opteron. Dostępne modele procesora w zależności od taktowania: 2210EE, 2210HE, 2212, 2212HE, 2216HE, 2218 2218HE i 2220
- Liczba procesorów: standardowo 1 lub 2
- Pamięć: 512 MB – 32 GB
- Dysk: 0 GB – 293,6 GB

##### Modułyblade storage
Moduł SB40 to rozwiązanie, które rozszerza dostępny zasób dyskowy danego serwera o kolejną przestrzeń dyskową. Od strony sposobu połączenia jest pamięcią typu DAS (Direct Attach Storage). Jest modułem blade z możliwością instalacji do 6 dysków typu SAS/SATA. Na pokładzie posiada kontroler z podtrzymaniem bateryjnym i obsługą poziomów RAID 0, 1+0, 5 i 6. Moduł pamięci masowej instalowany jest w przedniej strefie wnęki obudowy blade, bezpośrednio obok serwera (po prawej albo lewej jego stronie).